# Centaurea diluta
Centaurea diluta — вид рослин з роду волошка (Centaurea) й родини айстрових (Asteraceae). Етимологія: лат. dilutus — «розріджений, слабкий».

## Опис рослини
Це однорічна або багаторічна рослина до 200 см. Стебла знизу прості, вище відкрито розгалужені, голі або тонко запушені. Листки тонко запушені, прикореневі та проксимальні корінні на ніжках, пластини 10–15 см, краї грубо перисто-лопатеві; серединні стеблові листки сидяча або на коротких на ніжках, пластини оберненояйцеподібні або вузько-довгасті, 2–8 см, цілісні до перисто-лопатеві; дистальні стеблові листки довгасті, цілісні до неправильно лопатевих. Квіткові голови у відкритих суцвіттях. Кластер філарій (приквіток) яйцюватий, у діаметрі 8–15 мм. Квіточки численні; віночки рожево-пурпурні, у стерильних квіточок 25–30 мм, у фертильних квіточок ± 20 мм. Плід — сипсела, жовтувато-коричневий, 3–3.5 мм; папусів багато, білі, 3–5 мм. 2n = 20.

## Середовище проживання
Природно зростає в Алжирі, Марокко й Іспанії й можливо Тунісі; натуралізований у Макаронезії й Італії; інтродукований до Австрії, Бельгії, Великої Британії, Німеччини, Норвегії, Польщі, США, Франції, Швейцарії.

## Галерея

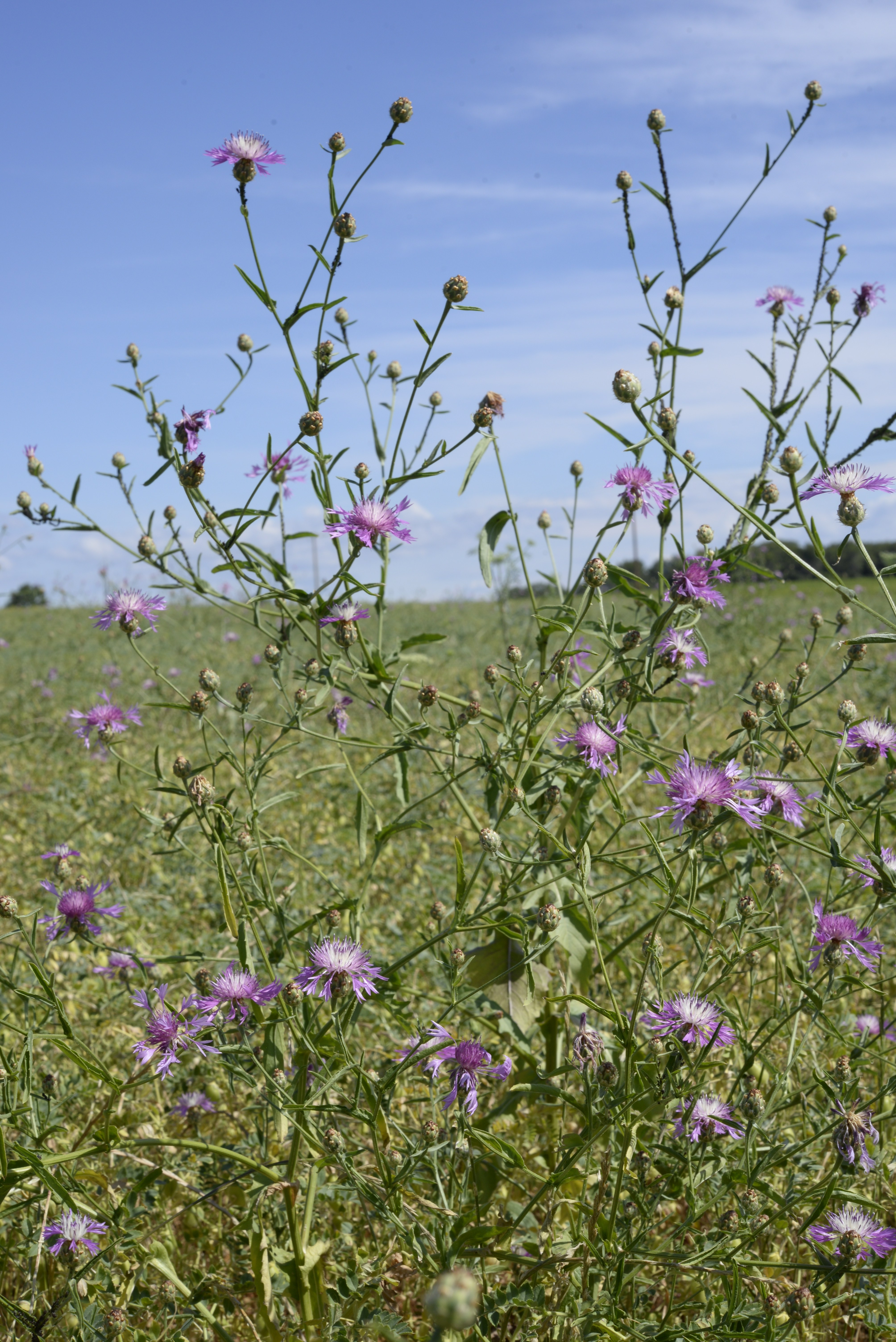
рослина в середовищі зростання
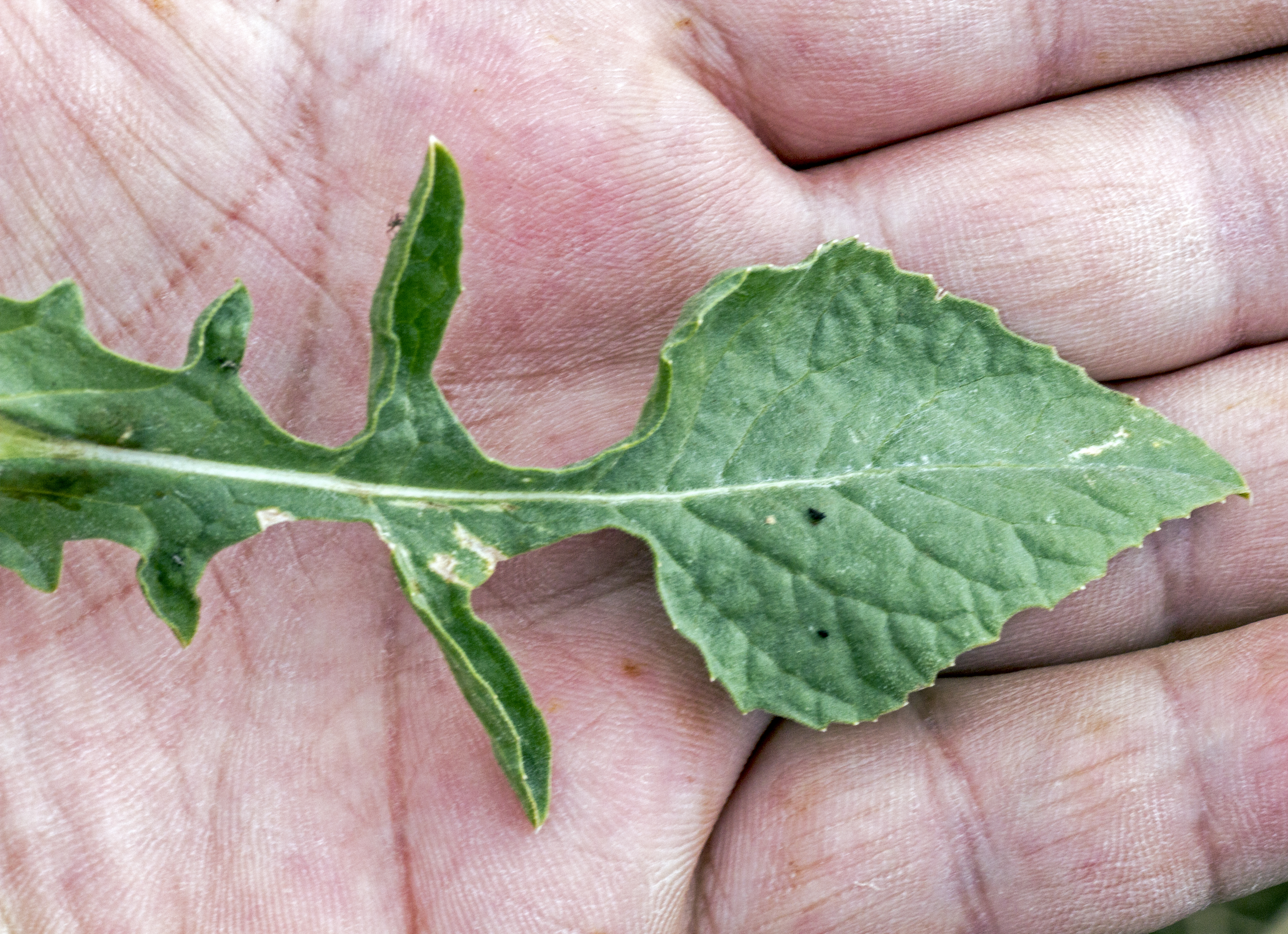
листок
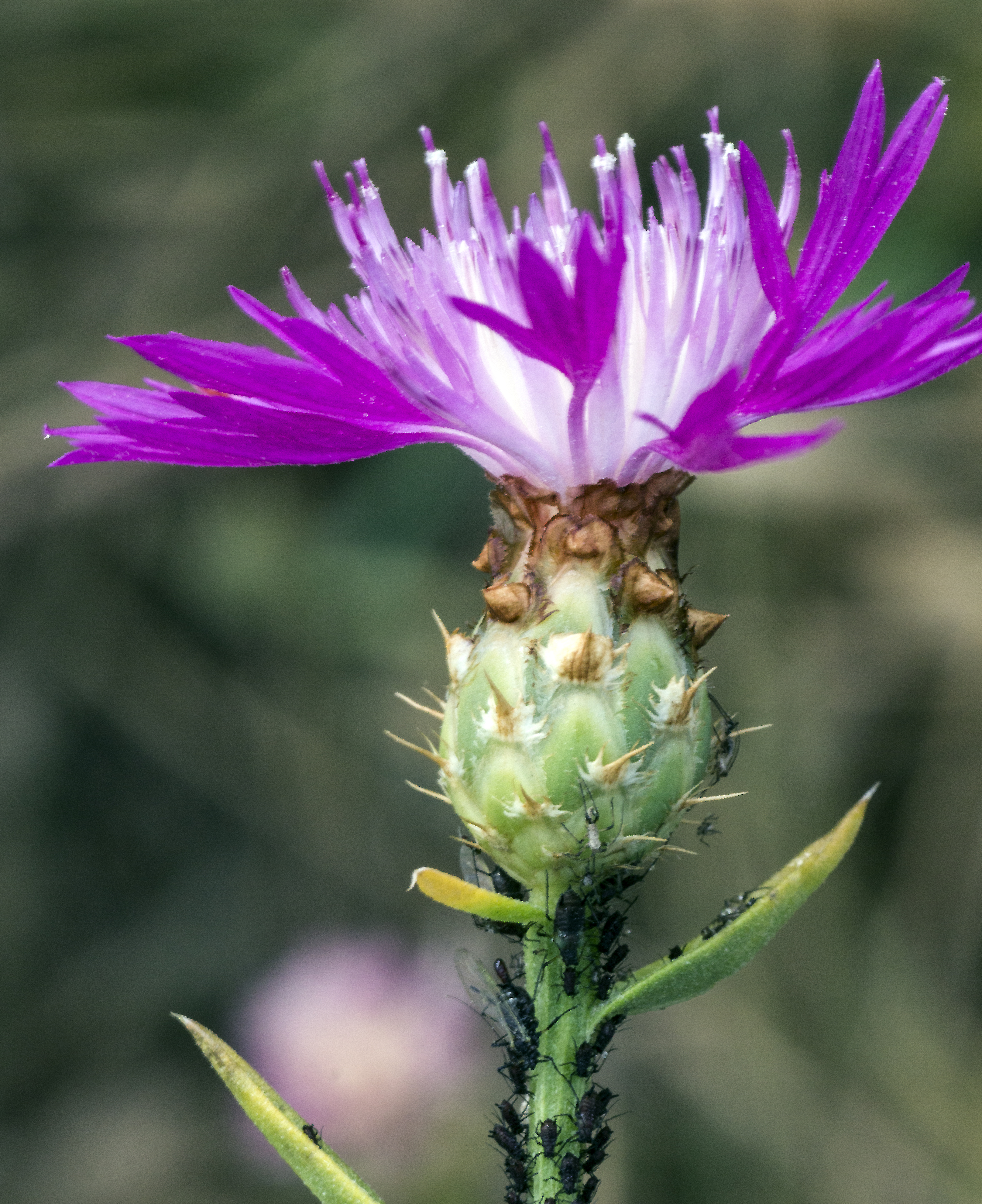
квіткова голова
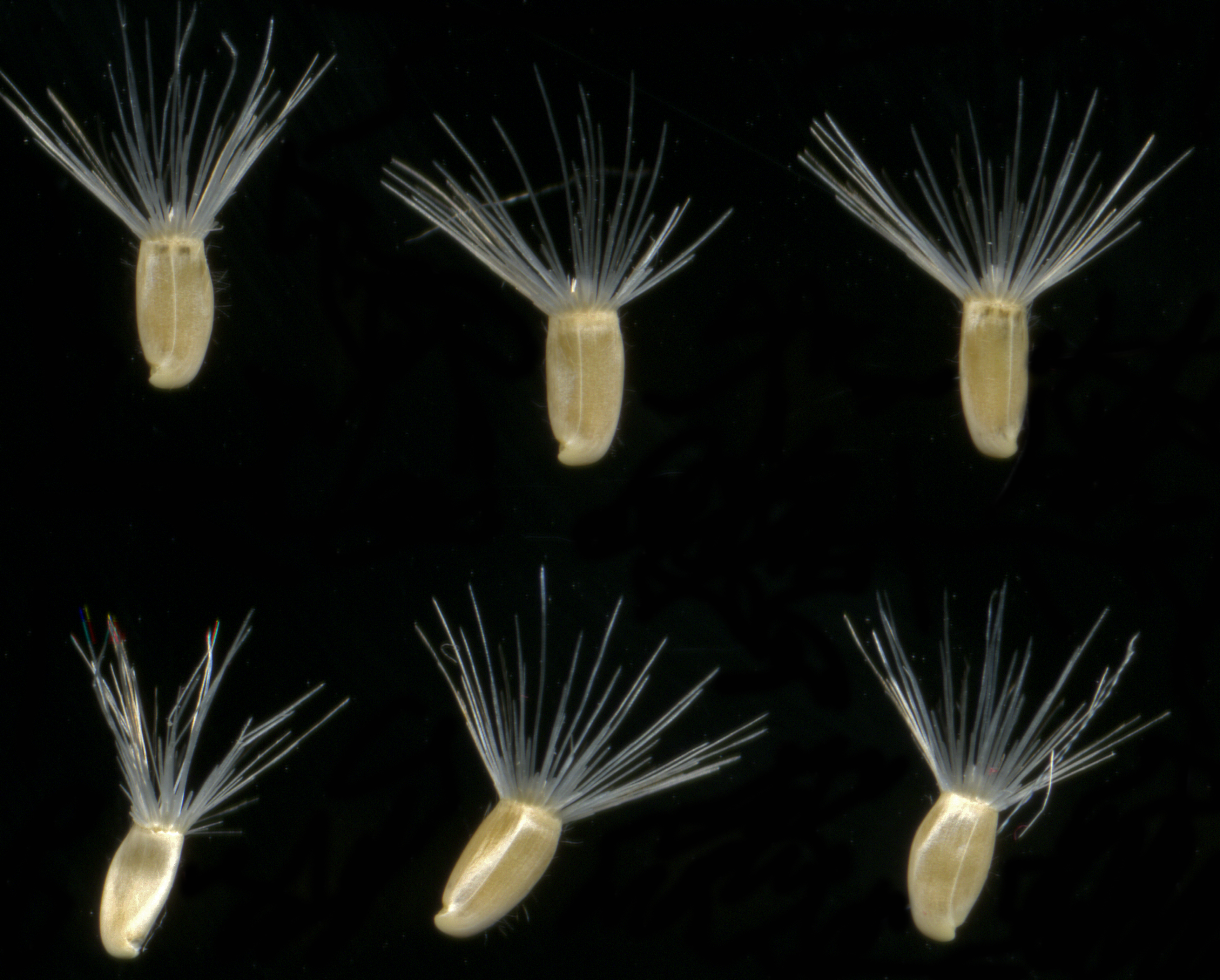
плоди